# Te Deum (Charpentier)
El Te Deum de Marc-Antoine Charpentier es un motete polifónico que consta de diez números. Está escrito en tonalidad de re mayor y requiere para su interpretación de un conjunto de ocho solistas vocales, coro y acompañamiento instrumental con órgano (bajo continuo) que puede ser variable según la disposición elegida por los distintos directores que ejecutan la obra.
La obra fue compuesta probablemente entre 1688 y 1698, durante su estancia en la iglesia jesuita de Saint-Louis en París, donde ocupó el cargo de director musical. La obra está escrita para un grupo de solistas, coro y acompañamiento instrumental.
Charpentier habría escrito seis arreglos distintos para su Te Deum aunque sólo se conservan cuatro de ellos. Se cree que Charpentier habría compuesto o al menos interpretado esta pieza para la celebración de la victoria en la batalla de Steinkirk en agosto de 1692.

## Estructura
La obra consta de las siguientes partes:
- 1. Prélude

- 2. Te Deum laudamus
- 3. Te aeternum Patrem
- 4. Pleni sunt coeli et terra
- 5. Te per orbem terrarum
- 6. Tu devicto mortis aculeo
- 7. Te ergo quaesumus
- 8. Aeterna fac sum Sanctis tuis
- 9. Dignare, Domine
- 10. Fiat misericordia tua
- 11. In te, Domine, speravi

Charpentier consideraba la tonalidad de Re mayor como «brillante y muy marcial». La introducción instrumental, compuesta en forma de rondó, precede al primer verso, a cargo del bajo solista. El coro y el resto de solistas van incorporándose gradualmente. Charpentier aparentemente intentó orquestar la obra de acuerdo a la exégesis tradicional del texto en latín. Por tanto, el coro predomina en la primera parte (versos 1-10, alabanza a Dios, dimensión celestial) y los solistas individuales en la segunda parte (versos 10-20, sección Cristológica, dimensión seglar). En los siguientes versos, 21-25, se alternan tanto los solistas como el coro, y el verso final es una fuga a gran escala escrita para el coro, con un pequeño trío en el medio.

## Orquestación
La composición está orquestada para ocho solistas y coro acompañados de conjunto instrumental de cuerdas (un violín, dos violas, contrabajo), dos flautas, dos oboes, dos trompetas, timbales y bajo continuo. El bajo continuo se deja a cargo de un órgano y puede usarse de apoyo una viola da gamba.

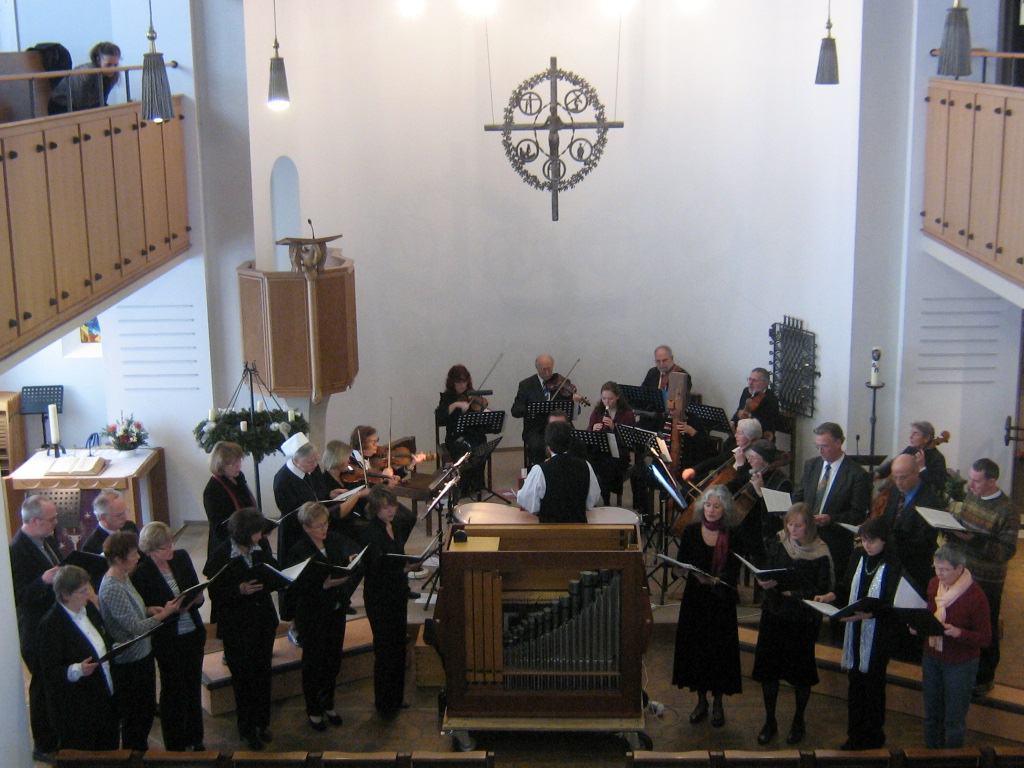
Interpretación del Te Deum dirigida por Helmut Kickton, en el 2007.

## Recepción
Tras el redescubrimiento del Te Deum por el musicólogo Carl de Nys en 1953, el primer registro de esta obra se hizo ese mismo año por la Chorale des Jeunesses musicales de Francia y la orquesta de cámara de conciertos Pasdeloup. El director de orquesta fue Louis Martini.
El preludio instrumental de la obra fue elegido en 1954 como la sintonía de la Unión Europea de Radiodifusión, siendo tradición tocarlo al comienzo y fin de cada retransmisión del Festival de la Canción de Eurovisión y del Concierto de Año Nuevo de Viena. Desde 1957, ha sido el himno oficial del Torneo de las Seis Naciones. Este tema también fue usado en la introducción de la película Una casa de locos (2002).